# Passiflora rugosissima
Passiflora rugosissima är en passionsblomsväxtart som beskrevs av Ellsworth Paine Killip. Passiflora rugosissima ingår i släktet passionsblommor, och familjen passionsblomsväxter. Inga underarter finns listade i Catalogue of Life.